# PGC 15034
LEDA/PGC 15034 (auch NGC 1568A) ist eine Linsenförmige Galaxie vom Hubble-Typ S0/a im Sternbild Eridanus am Südsternhimmel. Sie ist schätzungsweise 204 Millionen Lichtjahre von der Milchstraße entfernt und hat einen Durchmesser von etwa 30.000 Lichtjahren. Gemeinsam mit NGC 1568 bildet sie ein gravitativ gebundenes Galaxienpaar.